# Šljivno (Rogatica)
Pour les articles homonymes, voir Šljivno.
Šljivno (en serbe cyrillique : Шљивно) est un village de Bosnie-Herzégovine. Il est situé dans la municipalité de Rogatica et dans la république serbe de Bosnie. Selon les premiers résultats du recensement bosnien de 2013, il compte 15 habitants.

## Démographie

### Répartition de la population par nationalités (1991)
En 1991, le village comptait 26 habitants, tous Musulmans (Bosniaques).